# Société astronomique de Bourgogne
 (octobre 2019).
Si vous disposez d'ouvrages ou d'articles de référence ou si vous connaissez des sites web de qualité traitant du thème abordé ici, merci de compléter l'article en donnant les références utiles à sa vérifiabilité et en les liant à la section « Notes et références ».
La Société Astronomique de Bourgogne (SAB) est une association loi de 1901 à but non lucratif d'astronomie amateur, reconnue d'intérêt général, et située à Dijon, en Bourgogne-Franche-Comté (France).

## Historique
La société astronomique de Bourgogne (SAB) est association d'astronomie amateur fondée le 25 juillet 1975 à Dijon. Son objet est d'« étudier et mettre l'astronomie à la portée de tous ainsi que réunir les personnes s'intéressant à cette science et aux disciplines pratiques et théoriques qui s'y rapportent », ce qui s’inscrit dans la tradition de l’astronomie populaire, chère à Camille Flammarion et Gustave Eiffel (fondateurs de la Société Astronomique de France).

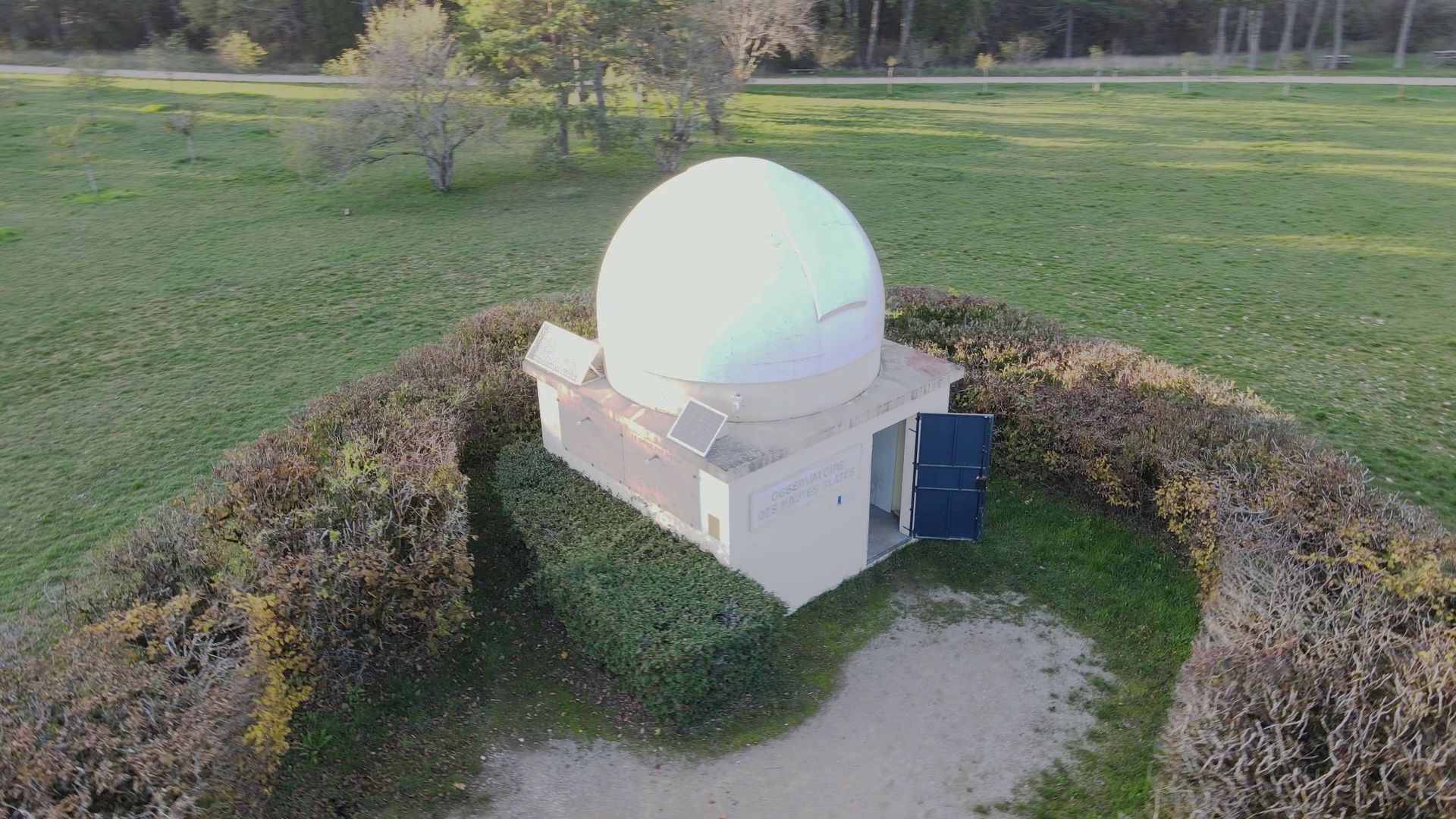
Observatoire des Hautes Plates, observatoire de la SAB, situé à Corcelles-les-Monts.

En 1985, l'association fait construire à Corcelles-les-Monts proche de Dijon, dans le parc de la Combe à la Serpent, et à l'aide du lycée professionnel Les Marcs d'Or, un observatoire dénommé « Observatoire des Hautes-Plates ». Celui-ci contient un télescope de type Dobson dont le miroir primaire est de 300 mm.
En 2015, la SAB annonce avoir retrouvé la trace d'une lunette de type Mailhat disparu depuis 1940, qui était utilisée comme instrument dans la tour Philippe le Bon lorsque celle-ci était alors également l'observatoire astronomique de Dijon. A ce jour, la lunette n'a toujours pas été retrouvée, on suppose qu'elle a été détruite...Cette enquête, fruit de nombreuses recherches de la SAB sur le patrimoine astronomique Dijonnais, motiva l'association à vouloir réhabiliter la tour comme observatoire, en particulier par la création d'une salle d'astronomie visitable sous la terrasse de la tour, cette dernière comportant une méridienne d'époque,.
La même année, la restauration du cadran solaire du parc de la Colombière datant de 1854 est achevée à la suite d'un projet de la commission de quartier Chevreul-Parc, et avec l'aide de la SAB qui apporte une aide scientifique et documentaire, notamment pour l'utilisation du cadran,.
À partir de 2019, avec plus de 230 adhérents, la SAB devient la plus importante association régionale d’astronomie amateur en France.

## Objet et buts de l'association
La SAB est une association qui s’est donnée pour buts :
- De diffuser au plus grand nombre la Culture Scientifique à travers l’astronomie[8],
- De réunir les amateurs d’astronomie,
- De créer un cercle vertueux où les amateurs progressent en astronomie pour devenir eux-mêmes diffuseurs de l’astronomie,

et ceci au travers de différentes disciplines comme :
- L’observation du ciel,
- L'astrophysique,
- L'imagerie,
- L’histoire de l’astronomie,
- L’astronautique,
- Et les sciences connexes (optique, géologie, climat, écologie, archéologie, etc.),

tout autant dans leur théorie que dans la pratique amateur.
En conséquence, la SAB veille également à développer les sciences participatives en rapport avec son objet, comme le projet Vigie-Ciel Fripon, et à lutter contre les pseudo-sciences, le complotisme et les fausses informations.

## Activités
La SAB assure deux types d'activités, publiques et internes à l'association. Les activités internes passent par l’animation de groupes thématiques qui se réunissent régulièrement, tandis que les activités publiques sont plutôt orientées vers l'organisation d'évènements et d'animations telles que :
- Organisation locale des Nuits des Étoiles (avec le développement d’un « village astronomique » unique en son genre) et d'autres animations similaires durant l’été,
- Organisation de conférences publiques mensuelles[10], ayant pour intervenant des membres de l'association ou bien des invités professionnels (André Brahic en 2014[11], Sylvain Bouley en 2015[12], André Brack en 2015[13], Roland Lehoucq en 2017[14], François Forget en 2018[15], Anne-Marie Lagrange en 2019[16], Athena Coustenis en 2022[17], etc.),
- Organisation d'observations publiques mensuelles, gratuites et ouvertes à tous publics,
- Accueil du public pour les différents événements astronomiques (éclipses, étoiles filantes, transits, …),
- Animations auprès de différents établissements scolaires, des communes, des associations,
- Animation d'une école d’Astronomie pour l’Association Française d’Astronomie (AFA) qui, à ce titre, permet d'organiser des formations pour adultes (1ère, 2ème et 3ème Étoile) et pour enfants (Petite Ourse)[18],
- Lutte contre la pollution lumineuse et défense du ciel étoilé[19], notamment dans le Parc du Morvan[20],
- Mise en valeur du patrimoine astronomique Dijonnais, en particulier la tour Philippe le Bon comme ancien observatoire.

## Liste des présidents depuis la création
- Jean-Claude Merlin (1975-1978)
- René Pernolet (1979-1980)
- Jacques Richard (1980-1993)
- Pierre Causeret (1993-2004)
- Éric Chariot (2004-2016)
- Vincent Boudon (depuis 2016)

## Honneur
L'astéroïde (145456) Sab est nommé en son honneur.